# Torpedo Typ 92
Der Typ-92-Torpedo (jap. 九二式電池魚雷, Kyūni-shiki denchi gyorai, dt. „Typ-92-Batterietorpedo“) war ein Torpedo der kaiserlichen japanischen Marine, der von U-Booten eingesetzt wurde. Die Bezeichnung Typ 92 deutet dabei auf das Jahr der Erstentwicklung, das Jahr Kōki 2592 bzw. 1932 nach gregorianischem Kalender hin.

## Entwicklung und Bewertung

### Entwicklung
Nachdem die Kaiserliche Marine 1921 von der Einführung eines elektrisch betriebenen Torpedos bei der deutschen Reichsmarine erfahren hatte, begann sie ein eigenes Programm zur Entwicklung einer solchen Waffe zu starten. Ein erster Prototyp wurde 1925 hergestellt und nach einer langwierigen Optimierungsphase hatte man 1932 den Typ 92 entwickelt. 1934 waren die Vorbereitungen für die Serienproduktion abgeschlossen. Die eigentliche Serienfertigung begann aber erst mit Ausbruch des Pazifikkrieges 1941/1942. Die produzierte Variante erhielt die Bezeichnung Typ 92 Modifikation 1. Es wurden etwa 650 Stück in den Marinewerkstätten in Yokosuka, Kure und Maizuru produziert.

### Bewertung
Die Vorteile des Typ-92-Torpedos lagen zum einen in der Tatsache, dass er beim Lauf keine Luftblasen ausstieß und so kaum zu entdecken war. Zum anderen war die Wartung nicht zeitaufwendig oder gefährlich, da eine Betankung mit Sauerstoff, wie bei dem etwa zeitgleich verwendeten Torpedo Typ 95, unnötig war.
Die größten Nachteile des Typ-92-Torpedos waren seine geringe Reichweite von nur 7000 Metern und seine niedrige Spitzengeschwindigkeit im Vergleich zum Torpedo Typ 95. Ein  Schwachpunkt in der Konstruktion lag in der Verbindung zwischen Batterieabteil und Hecksektion, an der durch undichte Stellen immer wieder Wasser eindrang. Dieses Problem konnte auch bei der späteren Modifikation der Waffe zum Kaiten nicht behoben werden.

## Aufbau
Der Typ 92 ähnelte äußerlich dem Torpedo Typ 95, dessen Abmessungen und Ruderanlage man übernommen hatte, wurde aber von zwei Sätzen aus je 54 Bleiakkumulatorzellen mit Energie versorgt. Die Batterie enthielt je Zelle 21 Platten, die sich aus je zehn positiv und elf negativ gepolten Elektroden zusammensetzten. Die Abmessungen jeder Zellen betrugen in der Länge 24 cm, in der Höhe 13 cm und 8 cm in der Breite.
Die Zellen waren auf insgesamt sechs Heizelementen gelagert, die vor dem Einsatz der Waffe über die Stromversorgung des U-Bootes betrieben werden konnten, um die Batterien im Torpedo auf eine optimale Betriebstemperatur zu bringen. Die Elemente leisteten 250 Watt und wurden mit 220 Volt betrieben.
Der eigentliche Antrieb war eine 200 Volt,  450 Ampere Gleichstrommaschine mit sechs Polen und Zwischenpolen. Sie leistete rund 95 PS (69,87 kW) bei 1250 Umdrehungen pro Minute. Die Energie wurde auf zwei Propeller am Heck übertragen, die den Torpedo auf 28 Knoten beschleunigen konnten.

## Einsatz
Die Mannschaft im Torpedoraum des U-Bootes benutze einen Schlüssel um über eine Öffnung am Torpedokörper die Verbindung der Batterien zum Motor freizuschalten. Anschließend lud sie den Typ-92 in eines der Torpedorohre. Eine Druckluftleitung im Torpedorohr wurde benutzt um durch ein Ventil am Typ 92 Luft durch das Batterieabteil zu pressen um Gase, die beim Ausgasen der Akkumulatoren entstehen konnten, über ein Rückschlagventil abzuführen, so dass die Gefahr einer möglichen Gasexplosion vermindert wurde.
Die Steuerkommandos für Tiefe und Kurs des Torpedos wurden über Anschlüsse im Torpedorohr an das Typ 98 Kreiselinstrument und die Tiefensteuerung der Waffe übertragen. Nach dem Ausstoßen des Torpedos wurde Druckluft benutzt um die Steuerbefehle von Kreiselinstrument und Tiefenmesser an die Ruder am Heck der Waffe zu übertragen. Die Steuertiefe der Waffe, die beim Abschuss eingestellt werden konnte, musste zwischen zwei und zwölf Metern liegen, der Steuerkurs bei + oder - 180°.
Der Motor lief mit dem Abschussbefehl langsam an und begann seine Drehzahl zu erhöhen. Beim Erreichen eines jeden von insgesamt fünf Arbeitspunkten wurde je ein Vorwiderstand in der Stromzufuhr ausgeschaltet, so dass schließlich nach 130 Umdrehungen der Motor direkt mit der Batterie verbunden war.
Beim Auftreffen auf ein Hindernis zündete der Typ 90 Aufschlagzünder die 300 kg schwere Sprengladung im vorderen Teil des Torpedokörpers.

## Erprobungen mit akustischer Zielsuche
Ein Torpedo mit akustischer Zielsuche, basierend auf dem Typ 92, wurde im Kriegsverlauf von der kaiserlichen Marine erprobt. Die Waffe verfügte in ihrer Nase über zwei Hydrophone, von denen eines 30° links, das andere 30° rechts der Längsachse der Waffe montiert war. Es wurden zwei Funktionsweisen erprobt, jedoch nie in Form einer einsatzfähigen Waffe produziert:
- Die Waffe drehte solange in Richtung des Hydrophons, das gerade das lautere Geräusch empfing, bis schließlich der Geräuschpegel im zweiten Hydrophon größer war. Dann folgte sie diesem Signal und so weiter. So bewegte sich der Torpedo in immer kleiner werdenden Kurvenbewegungen auf sein Ziel, die Geräuschquelle, zu.
- Die Signale wurden zu einem Verstärker geleitet und es sollte auf Grund der Phasenabweichung zwischen den Hydrophonen der Kurs zu einer Geräuschquelle ermittelt werden. Diese Steuerungsmethode war präziser und wegen der ausbleibenden Kurvenfahrten der Waffe erhöhte sich auch die Reichweite. Jedoch verlangte die technische Umsetzung weit mehr Präzision und war aufwändiger.[3]

## Varianten
- Typ 92 Modifikation 2 – Auf Basis von sechs deutschen G7e-Torpedos[4], die im Zuge des Bündnisses 1942 geliefert worden waren, begann die japanische Marine mit einer Überarbeitung des Typ 92, schloss diese Arbeiten bis Kriegsende aber nicht mehr ab.
- Der Typ 92 wurde als Grundlage für das „Modell X“ des Kaiten-Kleinkampfmittels benutzt.